# Almuth Stöhr
Almuth Stöhr (verheiratete Schoon; * 1949) ist eine deutsche Tischtennisspielerin mit ihrem Leistungszenit in den 1960er Jahren. Sie nahm an einer Weltmeisterschaft teil.

## Werdegang
Stöhr begann ihre Karriere beim Verein BSV Eintracht Leer. 1966 wurde sie Deutsche Jugendmeisterin im Einzel und im Doppel mit Brigitte Scharmacher, mit Michael Heene erreichte sie im Mixed das Endspiel. Im gleichen Jahr wechselte sie zum VfL Osnabrück, bei dem sie bis 1969 blieb, um dann wieder zu Eintracht Leer zurückzukehren.
Noch weitere Erfolge erzielte sie im Doppel mit Brigitte Scharmacher. Mit ihr gewann sie 1967 und 1968 die Niedersachsenmeisterschaft. Hier holte sie zudem 1967 den Titel im Einzel. Bei den nationalen deutschen Meisterschaften wurden sie 1967 und 1968 Dritte im Doppel. 1968 wurde sie gemeinsam mit Brigitte Scharmacher, deren Mutter Grete und Margot Mahlke mit dem VfL Osnabrück durch einen 7:3-Erfolg gegen den MTV München von 1879 Dritte der deutschen Mannschaftsmeisterschaften.
1969 wurde Stöhr für die Individualwettbewerbe der Weltmeisterschaft in München nominiert. Hier konnte sie sich weder im Einzel noch im Doppel mit Ingrid Bahnert für die Hauptrunde qualifizieren. Das Doppel verlor in der Qualifikationsrunde gegen Pauline Piddock/Carmen Crisan (England/Rumänien). Im Mixed schied sie in der Runde der letzten 64 aus.
1970 wechselte sie zu Blau-Weiß Schenefeld in die Hamburger Stadtliga, ging aber bereits nach einer Saison zum Ligakonkurrenten Hamburger SV. Nach dem Zerfall von dessen erster Damen-Mannschaft 1974 schloss sie sich dem Niendorfer TSV an. Von hier wechselte sie 1975 zum Oberalster VfW in die Bundesliga. In ihrer Hamburger Zeit wurde sie 1970 durch einen Endspielsieg gegen Titelverteidigerin Ev-Kathleen Zemke Hamburger Meisterin im Damen-Einzel, 1973, 1974 (jeweils mit Carina Burbach vom HSV) und 1975 (mit Jana Veckova von Oberalster) im Damen-Doppel, sowie 1973 (mit Manfred Kaulbarsch vom TTC Rot-Weiß Hamburg) und 1975 (mit Tobias Huppertz von Oberalster) im Gemischten Doppel.
Schließlich kehrte sie wieder zu ihrem Ursprungsverein BSV Eintracht Leer zurück, der sich 2004 in den SC 04 Leer integrierte. Hier spielt sie noch heute (2010) in der Bezirksliga.

## Privat
Nach ihrer Heirat im Februar 1972 mit Johann Schoon, mit dem sie in Leer, in Schenefeld und beim HSV zusammenspielte, trat Almuth Stöhr unter dem Namen Schoon auf.

## Turnierergebnisse
| Verband | Veranstaltung     | Jahr | Ort     | Land | Einzel | Doppel | Mixed     | Team |
| ------- | ----------------- | ---- | ------- | ---- | ------ | ------ | --------- | ---- |
| FRG     | Weltmeisterschaft | 1969 | München | FRG  | Qual   | Qual   | letzte 64 |      |